# Steve Hickner
Stephen James "Steve" Hickner (nació el 10 de enero de 1961) es un animador, artista de guion gráfico, y director estadounidense de DreamWorks Animation. Es conocido por dirigir películas animadas de DreamWorks como El príncipe de Egipto y Bee Movie. Ganó el Premio de la Crítica Cinematográfica a la mejor película de animación y también fue nominado al premio Satellite a la mejor película o corto animado por su trabajo en El príncipe de Egipto.

## Biografía
El profesor de inglés de la escuela secundaria de Hickner durante los años setenta fue la primera persona en sugerirle que se dedicara a la profesión de animación. Esto lo inspiró a crear una película animada después de la escuela, que ha descrito como "terrible" y que se mueve "locamente rápido". Al principio deseaba convertirse en dibujante, pero luego cambió para convertirse en animador. Con sus mayores influencias siendo Walt Disney y Warner Brothers. Después de la secundaria, fue a la escuela de cine de la Universidad de Nueva York, donde estudió producción cinematográfica BFA. Mientras estaba en la escuela, contactó y fue contratado por un hombre llamado dKay Wright. Ha pasado más de treinta y cinco años trabajando en DreamWorks, Disney, Amblimation, Aardman, Hanna-Barbera y Filmation. Ha producido las películas An American Tail: Fievel Goes West, Rex, un dinosaurio en Nueva York y Balto. Sus créditos como director incluyen Bee Movie y El príncipe de Egipto. También contribuyó a ¿Quién engañó a Roger Rabbit?, La Sirenita, The Great Mouse Detective, Madagascar, Shrek Forever After, Las aventuras de Peabody y Sherman y Home. Steve ha contribuido a proyectos de entretenimiento basados en la ubicación en Singapur, Dubái, China, Londres y Hollywood. Ha sido orador invitado en muchos colegios y universidades, festivales de cine y eventos de animación. Además, escribió los libros Animation Rules! 52 Ways to Achieve Creative Success and Animating Your Career.

## Filmografía

### Televisión
| Año     | Título                                 | Notas                    |
| ------- | -------------------------------------- | ------------------------ |
| 1981    | Las nuevas aventuras del Zorro         | Artista de guion gráfica |
| 1981    | Blackstar                              | Artista de guion gráfica |
| 1982    | Pac-Man                                | Director de historia     |
| 1983    | The Dukes                              | Director de historia     |
| 1983-85 | He-Man and the Masters of the Universe | Artista de guion gráfica |
| 2010    | Kung Fu Panda: El festival de invierno | Artista de historia      |

### Películas
| Año  | Título                                            | Notas                                        |
| ---- | ------------------------------------------------- | -------------------------------------------- |
| 1985 | The Black Cauldron                                | Artista                                      |
| 1986 | The Great Mouse Detective                         | Asistente clave de animación                 |
| 1988 | ¿Quién engañó a Roger Rabbit?                     | Coordinador de producción: animación         |
| 1989 | La Sirenita                                       | Asistente de gerente de producción: limpieza |
| 1991 | An American Tail: Fievel Goes West                | Productor asociado                           |
| 1993 | Rex, un dinosaurio en Nueva York                  | Productor                                    |
| 1995 | Balto                                             | Productor                                    |
| 1998 | Antz                                              | Artista de la historia adicional             |
| 1998 | El principe de Egipto                             | Director                                     |
| 2000 | The Road to El Dorado                             | Artista adicional del guion gráfico          |
| 2000 | Joseph: King of Dreams                            | Productor ejecutivo                          |
| 2004 | El espantatiburones                               | Artista de la historia                       |
| 2005 | Madagascar                                        | Artista de la historia adicional             |
| 2006 | Vecinos invasores                                 | Artista de la historia adicional             |
| 2007 | Bee Movie                                         | Director                                     |
| 2008 | Kung Fu Panda: los secretos de los cinco furiosos | Artista de guion gráfico                     |
| 2010 | Shrek Forever After                               | Artista de la historia adicional             |
| 2010 | Donkey's Caroling Christmas-tacular               | Artista de la historia                       |
| 2011 | Night of the Living Carrots                       | Artista de guion gráfico                     |
| 2011 | Book of Dragons                                   | Director/guionista                           |
| 2014 | Las aventuras de Peabody y Sherman                | Artista de guion gráfico                     |
| 2015 | Home: No hay lugar como el hogar                  | Artista de historia adicional                |
| 2024 | Robot salvaje                                     | Artista de historia adicional                |

### Internet
| Título | Cartoons VS Cancer |